# Iványi Tamás (labdarúgó)
Iványi Tamás (Szigetvár, 1951. november 27. –) magyar labdarúgó, hátvéd.

## Pályafutása
1973 és 1980 között az Pécsi MFC labdarúgója volt. Az élvonalban 1974. február 24-én mutatkozott be a Dorog ellen, ahol 0–0-s döntetlen született. Tagja volt az 1978-as magyar kupa-döntős csapatnak. Az élvonalban 82 mérkőzésen szerepelt. 1980 nyarán a Komlói Bányászhoz igazolt.

## Sikerei, díjai
- Magyar kupa (MNK)
  - döntős: 1978